# البحرين في بطولة العالم لألعاب القوى 2013
تنافست البحرين في بطولة العالم لألعاب القوى 2013 في موسكو عاصمة روسيا من 10 إلى 18 أغسطس 2013. مثل البحرين عشرة رياضيين في هذا الحدث.

## النتائج

### الرجال
| الرياضي          | المسابقة       | التمهيدي | التمهيدي | التصفيات                   | التصفيات | النصف النهائي | النصف النهائي | النهائي  | النهائي  |
| الرياضي          | المسابقة       | الوقت    | الترتيب  | الوقت                      | الترتيب  | الوقت         | الترتيب       | الوقت    | الترتيب  |
| ---------------- | -------------- | -------- | -------- | -------------------------- | -------- | ------------- | ------------- | -------- | -------- |
| ديجيني ريغاسا    | 5000 متر       |          |          | 13:25.21                   | 12 تأهل  |               |               | 13:34.54 | 11       |
| أليمو بيكيلي     | 10000 متر      |          |          |                            |          |               |               | لم يتأهل |          |
| حسن محبوب        | 10000 متر      |          |          |                            |          |               |               | لم يتأهل |          |
| آدم خميس إسماعيل | الماراثون      |          |          |                            |          |               |               | لم يتأهل |          |
| طارق مبارك طاهر  | 3000 متر موانع |          |          | 8:34.32 أفضل رقم في الموسم | 28       |               |               | لم يتأهل | لم يتأهل |

### السيدات
| الرياضية      | المسابقة  | التمهيدي | التمهيدي | التصفيات | التصفيات | النصف النهائي | النصف النهائي | النهائي                     | النهائي  |
| الرياضية      | المسابقة  | الوقت    | الترتيب  | الوقت    | الترتيب  | الوقت         | الترتيب       | الوقت                       | الترتيب  |
| ------------- | --------- | -------- | -------- | -------- | -------- | ------------- | ------------- | --------------------------- | -------- |
| ميمي بيليتي   | 1500 متر  |          |          | 4:09.27  | 24 تأهلت | 4:14.22       | 23            | لم تتأهل                    | لم تتأهل |
| تيجيتو دابا   | 5000 متر  |          |          | 15:56.74 | 15 تأهلت |               |               |                             |          |
| شيتايي إيشيتي | 10000 متر |          |          |          |          |               |               | 31:13.79 أفضل زمن في الموسم | 6        |
| ليشان دولا    | الماراثون |          |          |          |          |               |               | 2:38:47 أفضل زمن في الموسم  | 15       |